# لاندون ويلسون
لاندون ويلسون (بالإنجليزية: Landon Wilson)‏ هو لاعب هوكي الجليد أمريكي، ولد في 13 مارس 1975 في بروكتون في الولايات المتحدة.

## وصلات خارجية
- لاندون ويلسون على موقع دوري الهوكي الوطني (الإنجليزية)
- لاندون ويلسون على موقع قاعة مشاهير الهوكي (لاعب أن.إتش.أل) (الإنجليزية)
- لاندون ويلسون على موقع EliteProspects.com (الإنجليزية)
- لاندون ويلسون على موقع Eurohockey.com (الإنجليزية)
- لاندون ويلسون على موقع HockeyDB.com (الإنجليزية)
- لاندون ويلسون على موقع Hockey-Reference.com (الإنجليزية)